# Bataille de Shepherdstown
Guerre de Sécession
Batailles
Théâtre oriental
- Virginie-occidentale
- Manassas
  - 1re Bull Run
- 1re Virginie Septentrionale
- Burnside Expedition
- Péninsule
- Sept Jours
  - Gaines's Mill
  - Malvern Hill
- 1re Shenandoah valley
- 2de Virginie Septentrionale
  - 2de Bull Run
- Maryland
  - Antietam
- Fredericksburg
- Tidewater
- Chancellorsville
  - Chancellorsville
- Pennsylvanie
  - Gettysburg
- Bristoe
- Mine Run
- Campagne terrestre
  - Wilderness
  - Spotsylvania
  - Cold Harbor
- Bermuda Hundred
- 2de Shenandoah valley
  - Opequon
  - Cedar Creek
- Petersburg
- 1re Wilmington
- 2de Wilmington
- Appomattox
  - 3e Petersburg
  - Sayler's Creek
  - Appomattox C.H.

Théâtre occidental
- East Kentucky
- Shiloh
  - Fort Henry
  - Fort Donelson
  - Shiloh
- Kentucky
- Raid de Newburgh
  - Perryville
- Stones River
  - Murfreesboro
- Vicksburg
  - Champion Hill
  - Vicksburg
- Raid de Morgan
- Raid de Hines
- Tullahoma
- Chickamauga
- Chattanooga
- Knoxville
- Raid Forrest
- Atlanta
- Franklin-Nashville
- Savannah
- Carolines
  - Bentonville
- Raid de Wilson

Théâtre Trans-Mississippi
- Arizona confédéré
  - 1re Messilla
- Missouri
  - Wilson's Creek
- Territoire indien
- Trail of Blood on Ice
- Nouveau-Mexique
- Boston Mountains
- Pea Ridge
- 1re Texas
- Little Rock
- 2de Texas
- Camden
- Red River
- Raid de Price
- Palmito Ranch

Théâtre du bas littoral et approche du golfe
- Fort Sumter
- Blocus de l'Union
- 1re Bayou Teche
- Mississippi valley
  - Port Hudson
- Charleston
- 2de Bayou Teche
- Mobile Bay
- Mobile

La bataille de Shepherdstown, également appelée bataille de Boteler's Ford, s'est déroulée les 19 et 20 septembre 1862, dans le comté de Jefferson, Virginie (maintenant Virginie-Occidentale), à la fin de la campagne du Maryland de la guerre de Sécession.

## Contexte
Après la bataille d'Antietam, l'armée de Virginie du Nord du général confédéré Robert E. Lee se prépare à se défendre contre un assaut fédéral qui ne viendra jamais. Après une trêve improvisée par les deux camps pour récupérer et échanger les prisonniers, les forces de Lee commencent à se retirer en traversant le fleuve Potomac dans la soirée du 18 septembre 1862 pour retourner en Virginie. Lee laisse une arrière-garde composée de deux brigades d'infanterie et 44 ou 45 canons sous le commandement de son chef de l'artillerie, le brigadier général William N. Pendleton, pour tenir Boteler's Ford.

## Bataille
Peu avant le crépuscule le 19 septembre 1862, le brigadier général de l'Union Charles Griffin envoie deux régiments, le 1st U.S. Sharpshooters et le 4th Michigan, traverser le fleuve Potomac à Boteler's Ford. Ils attaquent l'arrière-garde de Pendleton, capturant quatre pièces d'artillerie avant d'être rappelés. Pendleton rend compte incorrectement au général Robert E. Lee qu'il a perdu la totalité de 44 canons de son artillerie de réserve.
Tôt le 20 septembre 1862, Porter envoie deux brigades traverser le Potomac pour effectuer une reconnaissance en force. La brigade de l'armée régulière du commandant Charles Lovell rencontre la « light division » du major général A. P. Hill à 2 kilomètres du fleuve. Pendant qu'elle se retire vers le gué, les hommes de Hill attaquent sous un déluge de feu de l'artillerie fédérale, ce qui leur inflige d'immenses pertes.
La brigade du colonel James Barnes reçoit l'ordre de se placer sur le sommet du promontoire pour couvrir la retraite, et deux brigades fédérales supplémentaires reçoivent l'ordre d'aller sur la rive du côté de la Virginie. Après un violent combat le long des hauteurs bordant le fleuve, Porter ordonne la retraite. Néanmoins, le colonel du 118th Pennsylvania inexpérimenté (le régiment « Corn Exchange ») refuse de se retirer jusqu'à ce que les ordres lui parviennent par la chaîne de commandement correcte. Dans ces combats, pour son baptême du feu, le 118th Pennsylvania est confronté à quatre brigades confédérées et subit 36 % de pertes.

## Conséquences
Le total des pertes de l'Union pendant les deux journées est de 363 hommes ; et de 261 pour les confédérés. Alors qu'il y a eu beaucoup plus de pertes à Harpers Ferry (les pertes intègrent les prisonniers), le nombre de morts et de blessés à Shepherdstown en font la plus sanglante bataille qui s'est déroulée dans ce qui deviendra la Virginie-Occidentale. La bataille persuade les deux commandants d'armée que la campagne du Maryland est terminée. George McClellan décide qu'une poursuite active est impossible à ce moment et se place dans une posture défensive en bordure du Maryland. Et pour les confédérés, Robert E. Lee choisit d'annuler sont mouvement de retour dans le Maryland par son armée. Le président Abraham Lincoln utilise l'expulsion des confédérés hors du sol nordiste pour faire sa proclamation préliminaire d’Émancipation le 22 septembre 1862.